# Via Alessandro Scarlatti
(Antonio La Gala, Vomero Storie e Storie, p. 94)
Via Alessandro Scarlatti è un'importante strada commerciale di Napoli. È dedicata al grande musicista palermitano Alessandro Scarlatti.
Fu tracciata nel 1887, insieme alla contigua piazza Vanvitelli, dalla piemontese Banca Tiberina, come nucleo del nuovo quartiere Vomero, situato sull'omonima collina e frutto del Piano di ampliamento e risanamento. La via, i cui edifici furono costruiti in stile umbertino (seppur più modesto rispetto a quello delle nuove strade al centro di Napoli come Corso Umberto I), scendendo verso ponente in lieve pendenza, rappresentava l'asse principale del quartiere (destinato ad essere ampliato alla fine degli anni cinquanta del XX secolo con la creazione di un prolungamento chiamato via Cilea e la costruzione di un ponte a collegare le due strade). Su di essa si affacciavano (e si affacciano) le numerosissime vetrine di grandi negozi internazionali e non.
Negli anni settanta, in seguito ad un crollo, alcuni edifici ottocenteschi furono sostituiti da altri più moderni, tra cui il palazzo della Benetton e quello in cui sorse la cosiddetta Galleria Scarlatti, mentre nel tratto finale della via, con la costruzione del ponte, Villa Doria fu distrutta per far posto al centro commerciale Forum Scarlatti.
Alla metà degli anni novanta, poi, la parte centrale della via (tra piazza Vanvitelli e via Luca Giordano) fu pedonalizzata, divenendo frequentatissima grazie anche alla vicinanza della stazione Vanvitelli della linea 1. La zona pedonale fu estesa anche alle traverse, e, nel 2008, alle vie circostanti come via Luca Giordano. Dal 17 ottobre 2002 la parte superiore della strada è stata dotata di un sistema di scale mobili, che agevola l'accesso all'area di San Martino.
Singolare è la vicenda legata alla pedonalizzazione della strada: all'epoca in cui il provvedimento fu proposto e attuato, i commercianti della strada si opposero tenacemente, temendo una forte perdita di clientela con l'allontanamento del traffico veicolare. Come si è invece rivelato più tardi, si è trattata di una scelta vincente, che ha fortemente rivalutato l'area, gli esercizi commerciali e gli edifici ubicati in loco.
Via Scarlatti è  una delle strade più eleganti e ben frequentate di Napoli. Molte persone dell'alta borghesia napoletana e turisti del ceto alto vengono ogni giorno a fare shopping su questa strada dove si trovano le più importanti catene di negozi di lusso e non come Zara, Coin Excelsior, Nike, OVS etc..